# جيمس إل. دنيس
جيمس إل. دنيس (بالإنجليزية: James L. Dennis) هو محامي وقاضي وسياسي أمريكي، ولد في 9 يناير 1936 بمونرو في الولايات المتحدة. حزبياً، نشط في الحزب الديمقراطي. وقد انتخب قاضي محكمة الاستئناف الأمريكية للدائرة الاتحادية وانتخب عضو مجلس نواب لويزيانا.